# Белобровая пегая мухоловка
Белобровая пегая мухоловка (лат. Poecilodryas superciliosa) — вид птиц из семейства австралийских зарянок. Эндемик северо-восточной части Австралии. Poecilodryas cerviniventris ранее считался подвидом белобровой пегой мухоловки.

## Описание
Чёрный клюв, тёмно-коричневые глаза. Оперение сочетает более светлые и более тёмные тона.

## Размножение
Гнездо размещают в нескольких метрах над землёй. В кладке 2 яйца.